# Acció Comunal d'Ordino
Acció Comunal d'Ordino (ACO) és un partit polític comunal andorrà d'ideologia liberal que només existeix a la parròquia d'Ordino. Fundat el 2007 a partir de l'escissió d'antics membres del Partit Liberal d'Andorra, es va presentar a les seves primeres eleccions comunals on va guanyar a la parròquia d'Ordino amb el 39% dels vots.
Des de llavors s'ha presentat en totes les eleccions comunals (2011, 2015, 2019, 2023) a Ordino en diferents coalicions amb diversos partits i en les eleccions al Consell General de 2015 i 2023.

## Resultats a les eleccions
| Eleccions     | Coalició                                                               | Vots% | Consellers |
| ------------- | ---------------------------------------------------------------------- | ----- | ---------- |
| Comunals 2007 | —                                                                      | 38,6  | 8          |
| Comunals 2011 | Acció Comunal d'Ordino + Demòcrates per Andorra                        | 56    | 10         |
| Comunals 2015 | Acció Comunal d'Ordino + Demòcrates per Andorra                        | 58,66 | 8          |
| Comunals 2019 | En Comú per Ordino (DA+L'A+SDP+ACO)                                    | 45,0  | 8          |
| Comunals 2023 | Acció Comunal d'Ordino + Demòcrates + Independents + Progressistes SDP | —     | —          |